# Hipótese
Uma hipótese (do grego antigo ὑπόθεσις, transl. hypóthesis, composto de hypo, 'sob', 'abaixo de', e thésis, 'posição'), suposição ou especulação é uma formulação provisória, com intenções de ser posteriormente demonstrada ou verificada, constituindo uma suposição admissível.
É a evolução da intuição à teorização e da teoria que levará à prática, a testar as hipóteses firmadas pelo raciocínio dedutivo implícito à teorização, com frequência, e por motivos vários, que segue por vias aparentemente obscuras.
As hipóteses primeiras nem sempre são definitivas e estas, quando firmadas, nem sempre são as ideais, ainda que satisfaçam condições momentâneas.
Na matemática, é o conjunto de condições para poder iniciar uma demonstração. Surge no pensamento científico após a recolha de dados observados (fatos) e da conseguinte necessidade de explicação da inter-relação destes e dos fenómenos a estes associados. É normalmente seguida de experimentação, que pode levar à verificação ou refutação da hipótese. Assim que verificada, a hipótese passa a se chamar postulado, podendo alcançar o status de lei. O uso de "hipótese" (ou "lei") e "teoria"  como sinônimos mostra-se entretanto incorreto, sendo a última definida por conceito bem mais abrangente, no qual incluem-se as hipóteses e/ou as leis como partes integrantes mas estas não o fazem de forma a definir a mesma em sua íntegra.
Em outro sentido mais específico, a hipótese pode ser considerada como um instrumento de pesquisa que medeia a teoria e a metodologia. Formulada a partir de uma determinada ambiência teórica e diante de um problema científico a ser resolvido, a hipótese implica a necessidade de demonstração a partir da metodologia e da pesquisa. Deve-se ter em vista, contudo, que, neste sentido metodológico mais restrito, a hipótese é apenas uma formulação provisória, destinada a colocar a pesquisa em andamento. No decorrer do processo de pesquisa ela pode ser confirmada ou não, o que não desqualifica o papel que terá exercido para impulsionar a pesquisa para a frente. Em verdade, frente à definição moderna de ciência, todas as ideias científicas encontram-se em perpétuo teste. Neste contexto, é certo dizer que as ideias científicas, independente do título honorífico que recebam em virtude da generalidade ou grau de corroboração - conjectura, postulado (axioma) ou lei - são e serão sempre hipóteses. As hipóteses e os fatos são parcelas inerentes e indispensáveis à teoria.

## Aplicação
1. Observar (pontuar) não é a mesma coisa que elaborar hipóteses[2]
2. Não é possível provar ou refutar uma hipótese, mas confirmá-la ou invalidá-la: provar e confirmar são coisas diferentes embora divididas por uma linha tênue. Entretanto, para as questões mais complexas, lembre-se, podem existir muitas explicações possíveis, uma ou duas experiências talvez não provem ou refutem uma hipótese.
3. Existem vários testes de hipóteses. O teste de hipótese também pode tomar a forma de estudos duplo-cego, tal como saber se realmente um remédio tem efeito indutor do sono e separar os pacientes que apresentam o efeito placebo, ou seja, aqueles que, mesmo tomando pílulas de farinha, apresentaram a indução do sono. Para isso, é importante utilizar o método estatístico e também coletar dados com outros métodos de coleta. O fator que aumenta a consistência de uma experiência é que ela possa ser testada com outros métodos de coleta de dados ou informações que possam ser utilizados para testar a hipótese.
4. Entenda a diferença entre uma correlação e uma relação causal. Se você confirmar a sua hipótese, encontrou uma correlação (um relacionamento entre duas variáveis). Se outras pessoas também confirmam a hipótese, a correlação é mais forte. Mas só porque existe uma correlação não significa necessariamente que uma variável cause a outra.